# Pippi Långstrump (datorspel, 1995)
Pippi Långstrump är ett svenskt CD-ROM-program från 1995, utvecklat av Ahead Media och baserat på Astrid Lindgrens böcker om Pippi Långstrump. Skivan distribuerades av Bonniers Multimedia.
Programmet hade manus av Kristina Lystad, bild och animation av Claes Stridsberg, ljud av Anders Melin och programmerades av Anders Silvén.
Programmet såldes på CD-ROM i ett paket som även innehöll en Pippidocka.

## Spelupplägg
Spelet innehöll olika "rum" i Villa Villekulla som spelaren kunde navigera mellan och klicka på objekt för att få saker att hända. Programmet innehöll även några berättelser från den första boken om Pippi Långstrump. Illustrationerna använde Ingrid Vang Nymans bilder som förlaga.

## Mottagande
I början av 1996 uppskattades Pippis CD-ROM ha sålt ungefär 16 000 exemplar.